# گمینا نوو کورچن
گمینا نوو کورچن (به لهستانی:  Gmina Nowy Korczyn) یک گمینا در لهستان است که در شهرستان بوسکو واقع شده‌است. گمینا نوو کورچن ۱۱۷٫۳۱ کیلومتر مربع مساحت و ۶٬۳۸۱ نفر جمعیت دارد.